# Veliki transport
Veliki transport é um filme de drama de guerra iugoslavo de 1983 dirigido por Veljko Bulajić.
Foi selecionado como representante da Iugoslávia à edição do Oscar 1984, organizada pela Academia de Artes e Ciências Cinematográficas.

## Elenco
- James Franciscus - John Mason
- Steve Railsback - Pavle Paroški
- Robert Vaughn - Dr. Emil Kovač
- Helmut Berger - Cel. Glassendorf
- Edward Albert - Danny